# Шаблій Гліб Федорович
Гліб Фе́дорович Ша́блій (нар. 27 квітня 1975, Севастополь) — український науковець, офіцер запасу ВМС України, колишній Політичний в'язень Кремля. Один з обвинувачених у справі так званих «Кримських терористів» (група «Севастопольських диверсантів»). Затриманий ФСБ 15 листопада 2016 року. Засуджений до 5 років колонії. Повернувся до України 5 березня 2021 року.

## Біографія
Гліб Шаблій народився 27 квітня 1975 року в Севастополі в сім'ї корабелів. 1997 року закінчив Севастопольський військово-морський інститут ім. Нахімова з відзнакою. Службу проходив на офіцерських посадах у Військово-Морських Силах України. Після звільнення в запас закінчив бакалаврат гідрографії та метеорології Гідрометеорологічного інституту Одеського державного екологічного університету. Вчений-гідрограф. Працював над кандидатською дисертацією. До 2014 року обіймав посаду заступника начальника Севастопольської філії ДП «Держгідрографія» ім. Л. І. Мітіна.
Одружений, має малолітню дитину.

## Судове переслідування, докази невинуватості
Фактично Гліб Шаблій був затриманий ФСБ Росії 15 листопада 2016 року в Севастополі, хоча слідчий процесуально оформив затримання лише 17 листопада. За версією слідства, Шаблій начебто є офіцером української воєнної розвідки та був пов'язаний з раніше затриманими «кримськими диверсантами». Російський державний телеканал «Росія-1» показав сюжет про затримання Гліба Шаблія та його «зізнання». Воно являло собою нарізку фраз, де Шаблій говорить, що виконував розвідувальну місію за завданням керівництва української розвідки. На початку сюжету ведуча заявила, що він, та ще один затриманий Олексій Стогній, є членами тієї ж «української диверсійної групи», що і затримані кілька днів тому троє жителів Севастополя Дмитро Штибликов, Олексій Бессарабов і Володимир Дудка. Однак далі в матеріалах справи про це не йшлося — ні в обвинувальних висновках, ні у вироках Шаблію і Стогнію, зв'язок з «диверсійною групою Штибликова», і зв'язок Шаблія і Стогнія між собою не позначений. Справа розглядалася Ленінським районним судом Севастополя у закритому режимі. Гліба засудили до 5 років колонії за начебто «незаконне виготовлення та перевезення вибухових речовин» (ст. 222.1 КК РФ). Обвинувачений своєї вини не визнав.
З червня по листопад 2018 року утримувався у виправній колонії ИК-1 в Уфі, а з листопада 2018 року по березень 2021 року — у виправній колонії ИК-8 в Омську. 5 березня 2021 року Шаблія повернули до України після того, як він відбув у російській в'язниці повний строк, понад 4 роки.